# Phoroncidia minschana
Phoroncidia minschana là một loài nhện trong họ Theridiidae.
Loài này thuộc chi Phoroncidia. Phoroncidia minschana được Ehrenfried Schenkel-Haas miêu tả năm 1936.